# خوزه ماریا امورورتو
خوزه ماریا امورورتو (انگلیسی: José María Amorrortu؛ زادهٔ ۲۲ ژوئیهٔ ۱۹۵۳) بازیکن فوتبال اهل اسپانیا است.
از باشگاه‌هایی که در آن بازی کرده‌است می‌توان به باشگاه فوتبال اتلتیک بیلبائو و باشگاه فوتبال رئال ساراگوسا اشاره کرد.
وی همچنین در تیم ملی فوتبال زیر ۲۱ سال اسپانیا بازی کرده‌است.